# El Islote
El Islote är en ort i Mexiko.   Den ligger i kommunen Villa Guerrero och delstaten Mexiko, i den sydöstra delen av landet, 80 km sydväst om huvudstaden Mexico City. El Islote ligger 2 212 meter över havet och antalet invånare är 534.
Terrängen runt El Islote är lite bergig. Runt El Islote är det ganska tätbefolkat, med 207 invånare per kvadratkilometer. Närmaste större samhälle är Tenango de Arista, 16,8 km norr om El Islote. Omgivningarna runt El Islote är en mosaik av jordbruksmark och naturlig växtlighet.